# Нунис, Диегу (боец)
Диегу Торрезеан Нунис (порт.-браз. Diego Torresean Nunes; 30 ноября 1982, Кашиас-ду-Сул) — бразильский боец смешанного стиля, представитель полулёгкой весовой категории. Выступает на профессиональном уровне начиная с 2004 года, известен по участию в турнирах таких бойцовских организаций как UFC, Bellator, WEC, владел титулом чемпиона Superior Challenge в полулёгком весе.

## Биография
Диегу Нунис родился 30 ноября 1982 года в муниципалитете Кашиас-ду-Сул штата Риу-Гранди-ду-Сул. Серьёзно занимался бразильским джиу-джитсу, удостоился в этой дисциплине пурпурного пояса.
Дебютировал в смешанных единоборствах на профессиональном уровне в мае 2004 года, своего первого соперника победил техническим нокаутом во втором раунде. Дрался преимущественно на территории Бразилии в местных бразильских промоушенах, в течение четырёх лет провёл одиннадцать профессиональных поединков и во всех одержал победу. С 2008 года начал выступать в США на турнирах крупного промоушена World Extreme Cagefighting, выиграл здесь два боя, но затем в третьем потерпел первое в карьере поражение, единогласным решением судей от американца Эл Си Дэвиса — таким образом прервалась его впечатляющая серия из тринадцати побед подряд. В дальнейшем выиграл на турнирах WEC ещё два боя.
В 2010 году организация WEC была поглощена бойцовским гигантом Ultimate Fighting Championship, и Нунис в числе нескольких других бойцов перешёл на контракт к новому промоутеру. Дебютировал в UFC с победы над Майком Брауном, однако затем начал чередовать победы с частыми поражениями. В частности, проиграл решением судей Кенни Флориану, Деннису Зиферу, Нику Ленцу, тогда как в актив занёс себе только победы над Манвелом Гамбуряном и Бартом Палажевским — в последнем случае получил бонус за лучший бой вечера.
После увольнения из UFC в 2013 году присоединился к другому крупному американскому промоушену Bellator MMA. Провёл здесь два боя, принимал участие в девятом и десятом сезонах гран-при полулёгкого веса, однако в обоих случаях был остановлен уже на стадиях четвертьфиналов — сначала нокаутом проиграл будущему чемпиону организации Патрисиу Фрейре, затем раздельным решением судей уступил Мэтту Бессету.
В 2014 году завоевал титул чемпиона малоизвестной шведской организации Superior Challenge, избив знаменитого норвежского бойца Йоакима Хансена, тем не менее, в этом поединке он серьёзно повредил колено и затем вынужден был долго восстанавливаться. В сентябре 2016 года вернулся в ММА, подписал контракт с российской организацией Fight Nights и вышел в клетку против непобеждённого россиянина Расула Мирзаева, которому проиграл техническим нокаутом в первом же раунде.

## Награды и достижения
- Ultimate Fighting Championship
  - Лучший бой вечера поб. Барт Палажевский
- Superior Challenge
  - Чемпион Superior Challenge в полулёгком весе (один раз)

## Статистика в профессиональном ММА
| Боёв 30  | Побед 22 | Поражений 8 |
| -------- | -------- | ----------- |
| Нокаутом | 7        | 2           |
| Сдачей   | 8        | 0           |
| Решением | 7        | 6           |

| Результат | Рекорд | Соперник               | Способ                        | Турнир                               | Дата             | Раунд | Время | Место                    | Примечание                                                   |
| --------- | ------ | ---------------------- | ----------------------------- | ------------------------------------ | ---------------- | ----- | ----- | ------------------------ | ------------------------------------------------------------ |
| Поражение | 22-8   | Юсукэ Яти              | Раздельное решение            | Rizin 10                             | 6 мая 2018       | 3     | 5:00  | Фукуока, Япония          |                                                              |
| Победа    | 22-7   | Корнелиу Ротару Ласкар | Сдача (гильотина)             | RXF 29: MMA Allstars 4               | 18 декабря 2017  | 3     | 4:46  | Брашов, Румыния          |                                                              |
| Победа    | 21-7   | Микель Эрсой           | Сдача (гильотина)             | Superior Challenge 16                | 2 декабря 2017   | 2     | 0:54  | Стокгольм, Швеция        | Защитил титул чемпиона Superior Challenge в полулёгком весе. |
| Победа    | 20-7   | Раду Михату            | KO (удар рукой)               | Magnum Fighting Championship 2       | 22 июля 2017     | 1     | 0:25  | Рим, Италия              | Бой в лёгком весе.                                           |
| Поражение | 19-7   | Расул Мирзаев          | TKO (удары руками)            | Fight Nights Global 51               | 25 сентября 2016 | 1     | 1:45  | Каспийск, Россия         |                                                              |
| Победа    | 19-6   | Йоаким Хансен          | KO (удар рукой)               | Superior Challenge 11                | 29 ноября 2014   | 2     | 1:51  | Сёдертелье, Швеция       | Выиграл титул чемпиона Superior Challenge в полулёгком весе. |
| Поражение | 18-6   | Мэтт Бессетт           | Раздельное решение            | Bellator 110                         | 28 февраля 2014  | 3     | 5:00  | Анкасвилл, США           | Четвертьфинал 10 сезона гран-при Bellator полулёгкого веса.  |
| Поражение | 18-5   | Патрисиу Фрейри        | KO (удар рукой)               | Bellator 99                          | 13 сентября 2013 | 1     | 1:19  | Темекьюла, США           | Четвертьфинал 9 сезона гран-при Bellator полулёгкого веса.   |
| Поражение | 18-4   | Ник Ленц               | Единогласное решение          | UFC on FX: Belfort vs. Bisping       | 19 января 2013   | 3     | 5:00  | Сан-Паулу, Бразилия      |                                                              |
| Победа    | 18-3   | Барт Палажевский       | Единогласное решение          | UFC on FX: Browne vs. Bigfoot        | 5 октября 2012   | 3     | 5:00  | Миннеаполис, США         | Лучший бой вечера.                                           |
| Поражение | 17-3   | Деннис Зифер           | Единогласное решение          | UFC on Fuel TV: Gustafsson vs. Silva | 14 апреля 2012   | 3     | 5:00  | Стокгольм, Швеция        |                                                              |
| Победа    | 17-2   | Манвел Гамбурян        | Единогласное решение          | UFC 141                              | 30 декабря 2011  | 3     | 5:00  | Лас-Вегас, США           |                                                              |
| Поражение | 16-2   | Кенни Флориан          | Единогласное решение          | UFC 131                              | 11 июня 2011     | 3     | 5:00  | Ванкувер, Канада         |                                                              |
| Победа    | 16-1   | Майк Браун             | Раздельное решение            | UFC 125                              | 1 января 2011    | 3     | 5:00  | Лас-Вегас, США           |                                                              |
| Победа    | 15-1   | Тайлер Тонер           | Единогласное решение          | WEC 51                               | 30 сентября 2010 | 3     | 5:00  | Брумфилд, США            |                                                              |
| Победа    | 14-1   | Рафаэл Асунсан         | Раздельное решение            | WEC 49                               | 20 июня 2010     | 3     | 5:00  | Эдмонтон, Канада         |                                                              |
| Поражение | 13-1   | Эл Си Дэвис            | Единогласное решение          | WEC 44                               | 18 ноября 2009   | 3     | 5:00  | Лас-Вегас, США           |                                                              |
| Победа    | 13-0   | Рафаэл Диас            | Единогласное решение          | WEC 42                               | 9 августа 2009   | 3     | 5:00  | Лас-Вегас, США           |                                                              |
| Победа    | 12-0   | Коул Провинс           | Единогласное решение          | WEC 37                               | 3 декабря 2008   | 3     | 5:00  | Лас-Вегас, США           |                                                              |
| Победа    | 11-0   | Марселу Франка         | Сдача (гильотина)             | Shooto: Brazil 8                     | 30 августа 2008  | 1     | 2:20  | Рио-де-Жанейро, Бразилия |                                                              |
| Победа    | 10-0   | Энрике Меллу           | KO (ногой в голову)           | Top Fighting Championships 3         | 2 мая 2007       | 1     | N/A   | Рио-де-Жанейро, Бразилия |                                                              |
| Победа    | 9-0    | Лусиану дус Сантус     | Сдача (гильотина)             | Sul Fight Championship 1             | 16 сентября 2006 | 1     | 4:40  | Санта-Катарина, Бразилия |                                                              |
| Победа    | 8-0    | Жетрон Азеведу         | Сдача (рычаг локтя)           | Storm Samurai 10                     | 28 января 2006   | 1     | N/A   | Бразилия                 |                                                              |
| Победа    | 7-0    | Пири Пири              | Сдача (гильотина)             | Floripa Fight 1                      | 26 ноября 2005   | 1     | 0:55  | Флорианополис, Бразилия  |                                                              |
| Победа    | 6-0    | Эйнштейн Сантана       | Submission (guillotine choke) | Battle Front 1                       | 29 мая 2005      | 1     | N/A   | Бразилия                 |                                                              |
| Победа    | 5-0    | Жорже дус Сантус Велью | TKO                           | GP: Tornado 5                        | 19 марта 2005    | 1     | N/A   | Кашиас-ду-Сул, Бразилия  |                                                              |
| Победа    | 4-0    | Джовани Динис          | KO                            | Profight Championships 3             | 31 января 2005   | N/A   | N/A   | Бразилия                 |                                                              |
| Победа    | 3-0    | Линдомар Силва         | Сдача (гильотина)             | GP: Tornado 3                        | 28 октября 2004  | N/A   | N/A   | Бразилия                 |                                                              |
| Победа    | 2-0    | Микел Микел            | KO                            | GP: Tornado 2                        | 18 июля 2004     | 1     | 0:30  | Бразилия                 |                                                              |
| Победа    | 1-0    | Жорже дус Сантус Велью | TKO (удары руками)            | Copa Gaucha: Fight Center 2          | 15 мая 2004      | 2     | N/A   | Кашиас-ду-Сул, Бразилия  |                                                              |